# ثلم حلزوني باطن
الثلم الحلزوني الباطن هو التجويف الذي ينتهي فيه الحوف الحلزوني. ويحده من أعلى الغشاء السقفي؛ مكونا بذلك في المقطع تجويفا على شكل حرف C اللاتيني.